# 동일본질
동일본질(Homoousion, /ˌhɒmoʊˈuːsiən/ HOM-oh-OO-see-ən; 그리스어: ὁμοούσιος, ὁμός, homós, "same" 그리고 οὐσία, ousía, "being") 혹은 호모우시우스란 하나님을 삼위일체론적으로 이해하는 기독론에 관련된 신학교리이다. 니케아 신경은 성자 예수를 성부 하나님과 동일한 존재(동일본질, ὁμοούσιος,  ὁμοούσιον τῷ Πατρί), 존재에서 하나 혹은 하나의 본질로서 서술한다. 니케아 기독교에서 신학의 기초 가운데 하나다.  이 용어는 기독론을 명료화하기 위해서 1차 니케아 공의회에서 채택했었다. 동일본질(consubstanialis)의 라틴어로 존재한다(to be)라는 동사의 현재분사형이 없지만 아리스토텔레스가 사용한 우시아(ousia, 존재)라는 용어는 라틴어로 서브스텐시아(실체, substantia)인데 번역이 동일본질(consubstantialis)로 사용되었다. 이와 비슷한 유사본질이란 4세기 신학자들이 주장한 교리로 성자 하나님은 성부 하나님과 유사하지만 동일하지 않고 실재적으로 본질적으로 다르다고 한다. 성자 예수를 성부 하나님과 동일한 존재(동일본질, ὁμοούσιος), 존재에서 하나 혹은 하나의 본질로서 서술한다.

## 니케아 이전 사용
ὁμοούσιος  용어는 영지주의 이전에는 발견되지 않는다. 초대교회 신학자들은 아마도 이 개념을 잘 알았으며 영지주의자들이 가르쳤던 발출론교리도 또한 잘 알고 있었다.
- 다음과 같은 의미가 영지주의자들의 문헌에 나타난다.
- 발생시키는자와 발생되는자 사이의 실재의 특성
- 동일한 실재로부터 파생되어 발생된 것들 사이에 실재의 특성
- 삭망( syzygy, '삭'과 '망'을 함께 이르는 말입니다. 즉, 해-지구-달혹은 행성이 일직선 상에 있는 상태를, 심리학적으로는 남성적 해과 여성적 달의 연접)의 파트너들 사이의 실재의 특성

## 같이 보기
- 니케아 신조
- 하나님
- 유사본질
- 삼위일체
- 아타나시우스
- 오리겐

## 참고 문헌
- Gibbon, Edward (1960), The Decline and Fall of the Roman Empire, Harcourt, Brace & Co.
- Grillmeier, Aloys (1986), Christ in Christian Tradition: from the Council of Chalcedon (451) to Gregory the Great (590-604), Louisville: Westminster John Knox Press, ISBN 0-664-22160-2